# Danh sách phim TVB năm 2014
Đây là danh sách phim truyền hình do TVB phát hành năm 2014.

## Top 10 phim xếp hạng cao nhất
| Xếp hạng | Tên                   | Tên tiếng Anh          | Tên tiếng Trung | Điểm số        | Lượt xem tại Hồng Kông |
| -------- | --------------------- | ---------------------- | --------------- | -------------- | ---------------------- |
| 1        | Sứ đồ hành giả        | Line Walker            | 使徒行者        | 27.6 (30.5)[A] | 1.79 triệu             |
| 2        | Đôi đũa mạ vàng       | Gilded Chopsticks      | 食為奴          | 28.6 (30.3)[A] | 1.86 triệu             |
| 3        | Tái đắc hữu tình nhân | Rear Mirror            | 载得有情人      | 26.7 (28.6)    | 1.73 triệu             |
| 4        | Thủ nghiệp giả        | Storm in a Cocoon      | 守業者          | 27.3 (28.3)    | 1.77 triệu             |
| 5        | Đơn luyến song thành  | Outbound Love          | 單戀雙城        | 26.2 (27.6)    | 1.70 triệu             |
| 6        | Trung gian nhân       | Black Heart White Soul | 忠奸人          | 26             | 1.69 triệu             |
| 7        | Nội gián              | Ruse of Engagement     | 叛逃            | 26             | 1.69 triệu             |
| 8        | Anh họ, anh được lắm  | Come On, Cousin        | 老表，你好hea！ | 26             | 1.66 triệu             |
| 9        | Câu lạc bộ nữ nhân    | Never Dance Alone      | 女人俱樂部      | 25             | 1.64 triệu             |
| 10       | Xuân hỷ tương phùng   | Queen Divas            | 新抱喜相逢      | 25             | 1.62 triệu             |

## Dòng phim thứ nhất
| Công chiếu                 | Tên phim        | Tên phim tiếng Anh | Số tập | Diễn viên                                                                                         | Điểm số tb | Thể loại | Website |
| -------------------------- | --------------- | ------------------ | ------ | ------------------------------------------------------------------------------------------------- | ---------- | -------- | ------- |
| (from 2012) 14/05– present | Mái ấm gia đình | Come Home Love     | 700    | Lưu Đan, Từ Vinh, Lê Nặc Ý, Yvonne Lam, Quách Thiểu Vân, Carlo Ng, Gia Mân, Joey Law, Chu Tuệ Mẫn | TBA        | Hài kịch | [ 2 ]   |

## Dòng phim thứ hai
| Công chiếu               | Tên phim              | Tên phim tiếng Anh            | Số tập | Diễn viên | Điểm số tb | Thể loại                      | Website |
| ------------------------ | --------------------- | ----------------------------- | ------ | --- | ---------- | ----------------------------- | ------- |
| (from 2013) 17/12– 17/01 | Con đường ai oán      | Return of the Silver Tongue   | 25     | Quách Tấn An, Điền Nhụy Ni, Hoàng Thúy Như, Mạch Trường Thanh, Lâm Hiểu Phong, Cheung Kwok-keung, Trịnh Tuấn Hoằng, Whitney Hui, Vương Quân Hinh, Rachel Kan, Yu Yeung, Yu Chi-ming, Tuyết Ni | 25.24      | Lịch sử                       | [ 3 ]   |
| 20/01– 14/02             | Đơn luyến song thành  | Outbound Love                 | 21     | Trần Triển Bằng, Trần Nhân Mỹ, Lâm Hạ Vi, Hồng Vĩnh Thành, Dương Minh, Diêu Tử Linh, Cao Hải Ninh, Nhạc Hoa, Amy Fan, Hứa Thiệu Hùng, Ching Hor-wai, Hàn Mã Lợi                               | 26.32      | Tình cảm, Hài kịch            | [ 4 ]   |
| 17/02- 28/03             | Thủ nghiệp giả        | Storm in a Cocoon             | 31     | Mã Tuấn Vỹ, Mạch Trường Thanh, Dương Di, Thiệu Mỹ Kỳ, Đường Thi Vịnh, Cung Gia Hân, Nhạc Đồng, Diệp Thúy Thúy, Dương Minh, Nhạc Hoa                                                           | 27.47      | Drama                         | [ 5 ]   |
| 31/03- 25/04             | Ngàn lời yêu thương   | Swipe Tap Love                | 20     | Hoàng Hạo Nhiên, Hoàng Thúy Như, Eddie Kwan, Hồng Vĩnh Thành, Kelly Fu, Diêu Tử Linh, Vương Hạo Tín, Trần Tú Châu, Lương Gia Kỳ                                                               | 24.25      | Tình cảm                      |         |
|                          |                       |                               |        | |            |                               |         |
| 30/06e- 8/08             | Hàn Sơn tiềm long     | Ghost Dragon of Cold Mountain | 30     | Mã Quốc Minh, Lâm Hạ Vi, Lý Thi, Ngao Gia Niên, Trần-Trận Quốc Bang, Tào Vĩnh Liêm | 23.67      | Lịch sử, Trinh thám, Hài kịch | [ 6 ]   |
| 11/08- 5/09              | Tái đắc hữu tình nhân | Rear Mirror                   | 20     | Lê Diệu Tường, Tô Ngọc Hoa, Hồng Vĩnh Thành, Đường Thi Vịnh, Viên Vỹ Hào, Chung Cảnh Huy, Lưu Giang, Tuyết Tâm, Hàn Mã Lợi                                                                    | 26.5       | Drama                         | [ 7 ]   |
| 8/09- 17/10              | Đại dược phường       | All That Is Bitter Is Sweet   | 30     | Chung Gia Hân, Trần Triển Bằng, Hoàng Hạo Nhiên, Đường Thi Vịnh, Ngao Gia Niên, Thẩm Chấn Hiên, Nhạc Hoa, Pat Poon, Du Yan-ge, Dương Tư Kỳ, Cao Hải Ninh, Tuyết Tâm                           | 24         | Y học                         | [ 8 ]   |
| 20/10- 30/11             | Anh họ, anh được lắm  | Come On, Cousin               | 30     | Quách Tấn An, Vương Tổ Lam, Vạn Ỷ Văn, Vương Uyển Chi, Trương Kế Thông, Chung Cảnh Huy, Tommy Wong, Chu Mễ Mễ, Bob Lam, Trần Gia Giai, Hồ Phong, La Lan                                       | 25.7       | Hài kịch                      | [ 9 ]   |
| 01/12- 26/12             | Thố nương tử          | Lady Sour                     | 20     | Hồ Hạnh Nhi, Ngô Trác Hy, La Trọng Khiêm, Sầm Lệ Hương, Gigi Wong, Trần Vỹ, Lương Tranh, Koo Ming-wah, Quách Chính Hồng, Lữ Tuệ Nghi                                                          | 23.2       | Hài kịch, Lịch sử             | [ 10 ]  |
| 29/12/2014- 23/01/2015   | Hoạn hải kỳ quan      | Noblesse Oblige               | 20     | Mã Quốc Minh, Dương Di, Trần Sơn Thông, Viên Vỹ Hào, Tuyết Tâm, Trần Tự Dao, Tưởng Chí Quang, Lưu Đan, Lý Thành Xương, Nhạc Đồng, Lưu Đan, Lily Poon                                          | TBA        | Lịch sử                       | [ 11 ]  |

## Dòng phim thứ ba
| Công chiếu               | Tên phim            | Tên phim tiếng Anh      | Số tập | Diễn viên | Điểm số tb | Thể loại                       | Website |
| ------------------------ | ------------------- | ----------------------- | ------ | --- | ---------- | ------------------------------ | ------- |
| (from 2013) 23/12– 17/01 | Cafe hữu tình       | Coffee Cat Mama         | 20     | Chan Kam-ling, Mễ Tuyết, Hoàng Tông Trạch, Hồ Định Hân, Vương Hạo Tín, Koo Ming-wah, Sầm Lệ Hương, Dương Ái Cẩn | 24.5       | Hài kịch                       | [ 12 ]  |
| 20/01- 9/02              | Xuân hỷ tương phùng | Queen Divas             | 14     | Tiết Gia Yến, Đằng Lệ Danh, Thang Doanh Doanh, Ngao Gia Niên, Mạch Trường Thanh, Yu Yeung | 25         | Hài kịch                       | [ 13 ]  |
| 10/02- 14/03             | Đôi đũa mạ vàng     | Gilded Chopsticks       | 25     | Vương Tổ Lam, Vạn Ỷ Văn, Hoàng Trí Hiền, Hồ Định Hân, Hà Nhạn Thi, Trương Kế Thông, Hồ Nặc Ngôn, Cao Quân Hiền, Trần-Trận Quốc Bang, Bob Lam                                                                                    | 28.6       | Lịch sử, Hài kịch              | [ 14 ]  |
| 17/03- 18/04             | Nội gián            | Ruse of Engagement      | 25     | Trần Triển Bằng, Ngô Trác Hy, Trần Nhân Mỹ, Mông Gia Tuệ, Lý Tư Kỳ, Eddie Kwan, Hoàng Đức Bân, Lê Nặc Ý, Law Lok-lam, Lee Kwok-lun, Lý Á Nam, Dương Tú Huệ                                                                      | 26         | thriller, Hành động            | [ 15 ]  |
| 21/04- 1/06              | Câu lạc bộ nữ nhân  | Never Dance Alone       | 32     | Joe Chan, Lý Nhược Đồng, Lý Lệ Trân, Diệp Uẩn Nghi, Trần Tuệ San, Trương Tuệ Nghi, Fennie Yuen, Giang Hân Yến, Trịnh Đan Thụy, Ngô Khải Hoa, Sầm Lệ Hương, Trương Trí Hằng, Luk Wing-kuen, Joe Cheng, Koo Ming-wah, Rosanne Lui | 25.28      | Drama                          | [ 16 ]  |
| 2/06e- 11/07y            | Ông trùm tài chánh  | The Ultimate Addiction  | 30     | Hoàng Tông Trạch, Từ Tử San, Hồ Định Hân, Trần Mẫn Chi, Hoàng Trí Hiền, Giang Mỹ Nghi, Lương Tĩnh Kỳ | 22.67      | Drama                          | [ 17 ]  |
| 14/07y- 22/08            | Vòng xoáy thiện ác  | Black Heart White Soul  | 30     | Quách Tấn An, Ngô Trác Hy, Điền Nhụy Ni, Thương Thiên Nga, Lý Tử Hùng, Trương Kế Thông, Lý Á Nam, Trần Trí | 26         | Tội phạm, Thriller             | [ 18 ]  |
| 25/08- 3/10              | Sứ đồ hành giả      | Line Walker             | 31     | Miêu Kiều Vỹ, Xa Thi Mạn, Lâm Phong, Trần Mẫn Chi, Giang Mỹ Nghi, Thẩm Chấn Hiên, Lương Liệt Duy, Lương Tĩnh Kỳ, Cao Hải Ninh                                                                                                   | 27.6       | Tội phạm                       | [ 19 ]  |
| 6/10- 31/10              | Tìm lấy ngày mai    | Tomorrow Is Another Day | 20     | Ngô Khải Hoa, Từ Tử San, Vương Hạo Tín, Hà Siêu Nghi, Hoàng Đức Bân, Chu Thiên Tuyết, Hoàng Tâm Dĩnh, Đơn Lập Văn, Yeung Chiu-hoi, Lương Tranh                                                                                  | 23.5       | Tội phạm                       | [ 20 ]  |
| 3/11- 12/12              | Danh môn ám chiến   | Overachievers           | 30     | Lê Diệu Tường, Hoàng Hạo Nhiên, Tiêu Chính Nam, Trần-Trận Quốc Bang, Tào Vĩnh Liêm, Hồ Định Hân, Thiệu Mỹ Kỳ, Quan Cúc Anh, Nhạc Hoa, Trần Khải Lâm, Thái Tư Bối, Trịnh Tuấn Hoằng, Trần Trí                                    | 23.5       | Drama                          | [ 21 ]  |
| 16/12/2014- 9/01/2015    | Bát quái thần thám  | Officer Geomancer       | 20     | Lý Tư Tiệp, Vạn Ỷ Văn, Lương Liệt Duy, Chu Thần Lệ, Harriet Yeung, Law Lok-lam, Chu Mễ Mễ, Mak Ling-ling, La Lan, Trịnh Tuấn Hoằng                                                                                              | TBA        | Hài kịch, Trinh thám, Cảnh sát | [ 22 ]  |

## Phim cuối tuần
| Công chiếu   | Tên phim                     | Tên phim tiếng Anh      | Số tập | Diễn viên | Điểm số tb | Thể loại             | Website |
| ------------ | ---------------------------- | ----------------------- | ------ | --- | ---------- | -------------------- | ------- |
| 26/01– 16/02 | Khoảnh khắc tình yêu         | A Time of Love          | 4      | Từ Tử San, Ôn-Uẩn Thăng Hào, Hựu Thắng-Thăng, Xa Thi Mạn, Mã Quốc Minh, Chung Gia Hân, Diên Chánh-Chính Huân, Vương Tổ Lam, Viêm Á Luân, Độ Biên Trực Mỹ        | 21.75      | Tình cảm             | [ 23 ]  |
| 5/04- 3/05   | Đội điều tra liêm chính 2014 | ICAC Investigators 2014 | 5      | Rita Chan, Tạ Quân Hào, Trịnh Đan Thụy, Trần Triển Bằng, Đằng Lệ Danh, Dương Tư Kỳ, Trần Vỹ                                                                     | 17.4       | Trinh thám, Cảnh sát | [ 24 ]  |
| 20/07– 5/10  | Bầu trời của chúng ta        | Shades of Life          | 12     | Henry Yu, Hồ Nặc Ngôn, Diêu Tử Linh, Albert Law, Zoie Tam, Angelina Lo, Hoàng Trí Hiền, Nhạc Hoa                                                                |            | Drama                | [ 25 ]  |
| 19/10– 04/01 | Phi hổ 2                     | Tiger Cubs II           | 10     | Mã Đức Chung, Chung Gia Hân, La Trọng Khiêm, Hoàng Trí Văn, Lương Liệt Duy, Hồng Thiên Minh, Viên Vỹ Hào, Cẩu Vân Tuệ, Lý Tư Tiệp, Hồ Định Hân, Vương Quân Hinh |            | Hành động            | [ 26 ]  |